# 安德烈·哲科夫
安德烈·哲科夫（1980年3月12日—）是一位保加利亞排球運動員。他現在效力於羅馬尼亞球隊康斯坦察托米斯。他代表保加利亞國家男子排球隊參賽，參加了2008年奧運會。2009年開始他代表保加利亞國家隊參賽。2012年之後他退出保加利亞國家隊。